# ロス248
ロス248 (Ross 248) は、太陽系から10.306光年の距離に位置する赤色矮星。1925年にフランク・エルモア・ロス (Frank Elmore Ross) によって発見された。暗いため肉眼では見ることはできない。

## 物理的特徴
太陽系から恒星系としては9番目に近い位置にあるが、質量は太陽の14パーセント (％)、半径は16％程度と小さく、光度は太陽の0.2%強しかないため、見かけの等級は12等級と非常に暗い。
変光星としては、黒点や彩層の活動によって変光が起こる回転変光星の一種であるりゅう座BY型変光星に分類される。1950年に、恒星として初めて黒点による光度の変化が確認された。
伴星となる恒星や褐色矮星、太陽系外惑星は発見されていない。

## 太陽系との距離の変化

2万年前から約10万年間の太陽系近傍の恒星と太陽系との距離の変化。

1993年のMatthewsの研究では、約3万3000年後から約4万2000年後までの約9000年間は太陽系に最も近い恒星系となり、約3万6000年後には、3.024光年まで太陽系に接近するとされた。